# Урочище Карабі-Яйла
Уро́чище Карабі́-Яйла́ (крим. Qarabiy yayla, Къарабий яйла) — ботанічний заказник національного значення в урочищі Карабі-Яйла, що був створений у Кримських горах у Білогірському районі на основі Постанови Кабінету міністрів УРСР від 3 серпня 1978 за № 3833.

## Загальні відомості
Землекористувачем даної території є Білогірське державне лісове господарство. Заказник розташований у квадратах 74, 75, 84, 85, 86 Новокленового лісництва.
Площа заказника 491 гектар. Заказник розміщений поряд з селами Генеральське (крим. Ulu Özen) та Красноселівка (крим. Yeñi Sala).
Пам'ятка розташована на гірському плато Карабі-Яйла Головного пасма Кримських гір, де зосереджено декілька пам'яток природи і заповідників:
- Ботанічна пам'ятка природи «Кара-Тау», що охоплює буковий ліс на верхньому плато
- Ботанічна пам'ятка природи «Гора Каратау» на верхньому плато для захисту букового пралісу[1] (Fagus sylvatica Linnaeus)
- Гідрологічна пам'ятка природи «Урочище Карасу-Бащі» витік Біюк-Карасу на північному схилі
- Геологічна пам'ятка природи Карстова шахта Солдатська на Карабі-Яйлі — найглибша печера України
- Геологічний заказник «Гірський карст Криму»

## Опис
Заказник розміщений на висоті близько 1000 м н. р. м. нижньому Карабі-Яйлінському плато Головного пасма Кримських гір, що рясно покрите карстовими воронками, улоговинами. Плато покрите нагірним луговим степом з поодинокими деревами, чагарниками. Тут росте (бук (Fagus orientalis Lipsky), граб (Carpinus betulus L.) , груша (Pýrus), ліщина (Corylus), шипшина (Rōsa). Загалом в урочищі Карабі-Яйла росте близько 500 видів рослин, доволі значна частина яких є рідкими ендеміками. Серед них налічується 50 видів лікарських рослин — глід (Crataegus), звіробій (Hypericum L.), буркун (Melilotus), чебрець (Thymus serpyllum L.), чистотіл (Chelidónium), шавлія (Salvia L.), горицвіт (Adonis), душинка (Origanum vulgare L.) та інші. Десять видів занесено до Червоної книги України. Саме для збереження і захисту даних видів лікарських рослин було створено заказник.

## Галерея

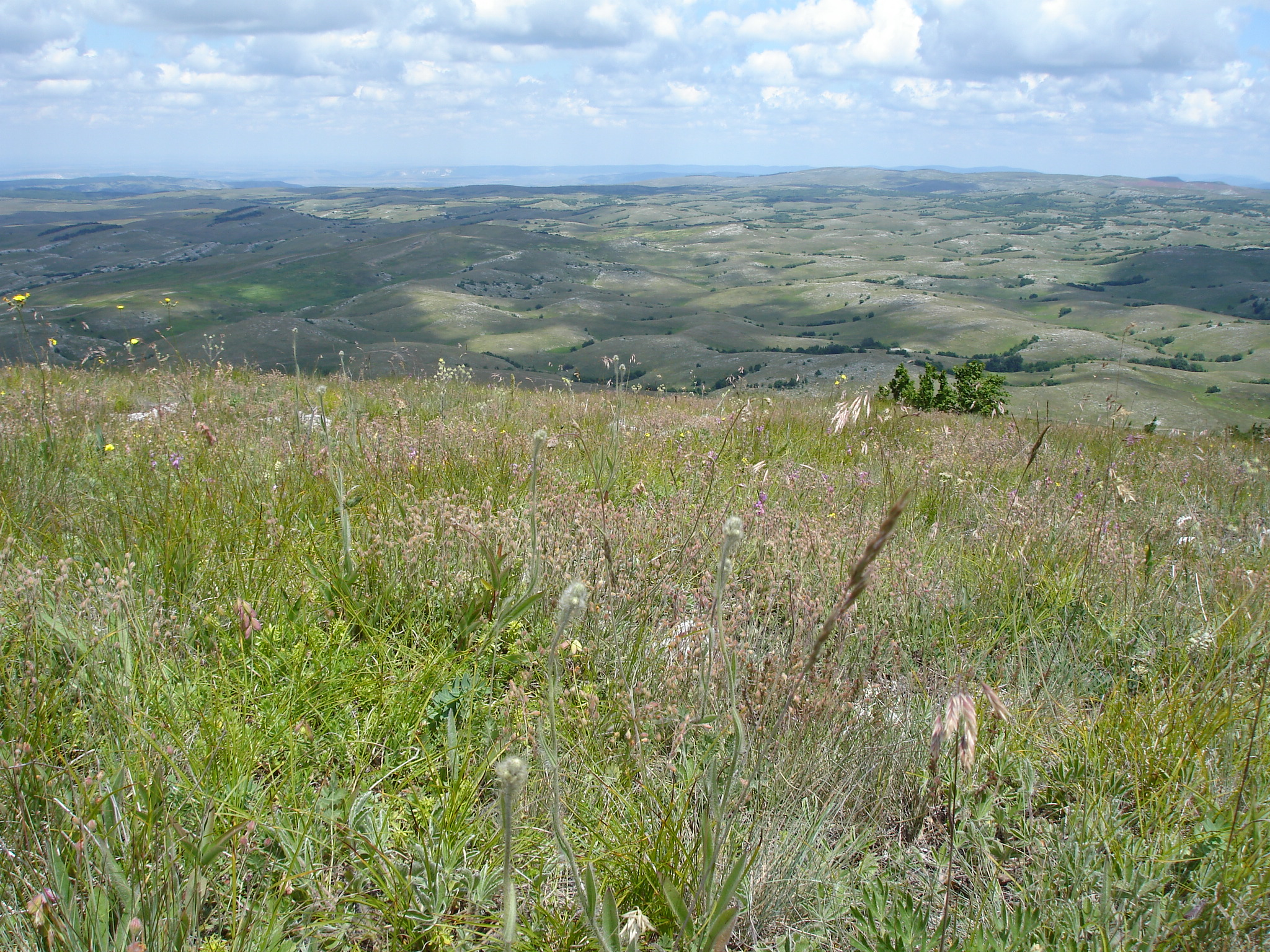
Вид на "місячний пейзаж" Карабі-Яйли
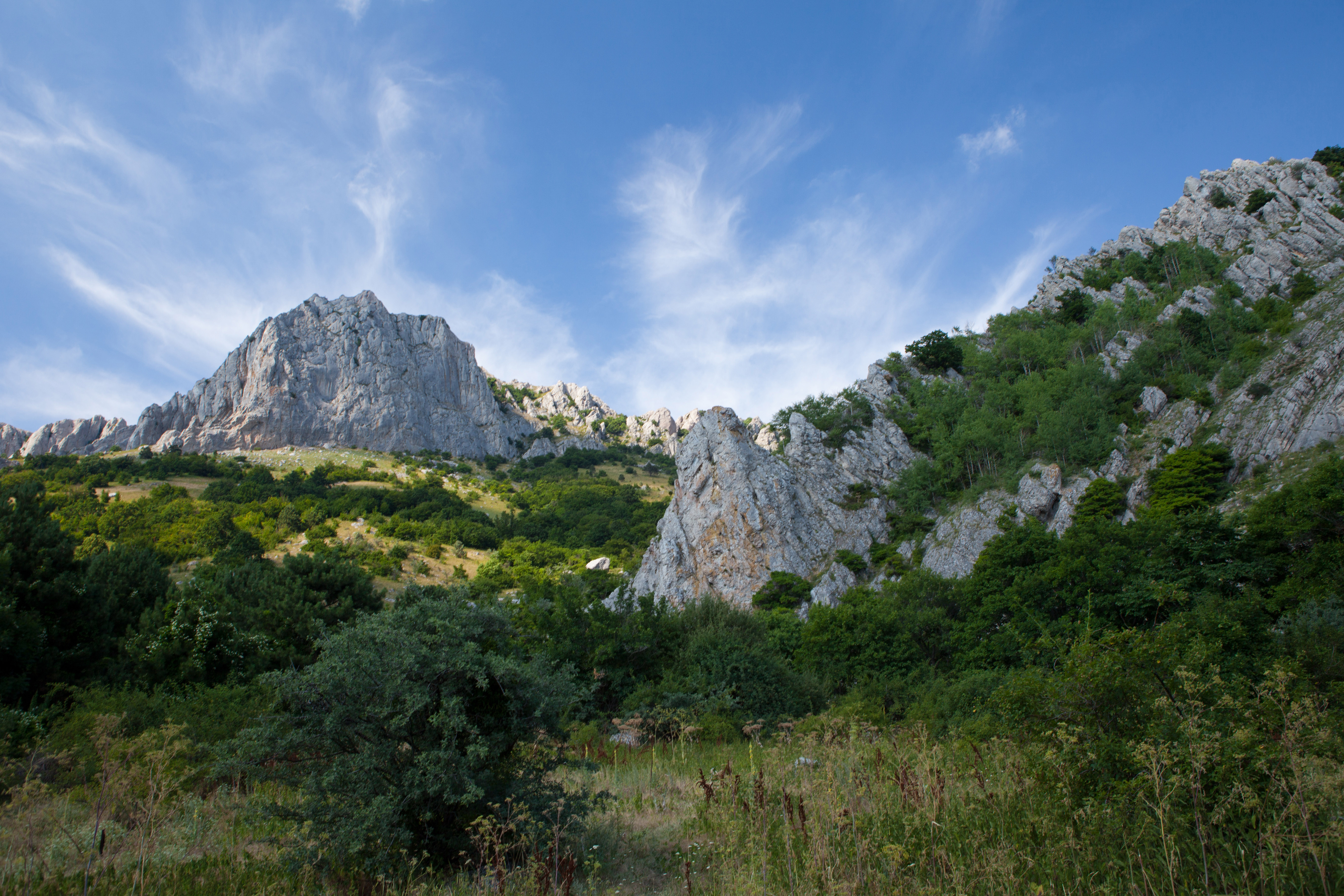
Відроги Урочище Карабі-Яйла
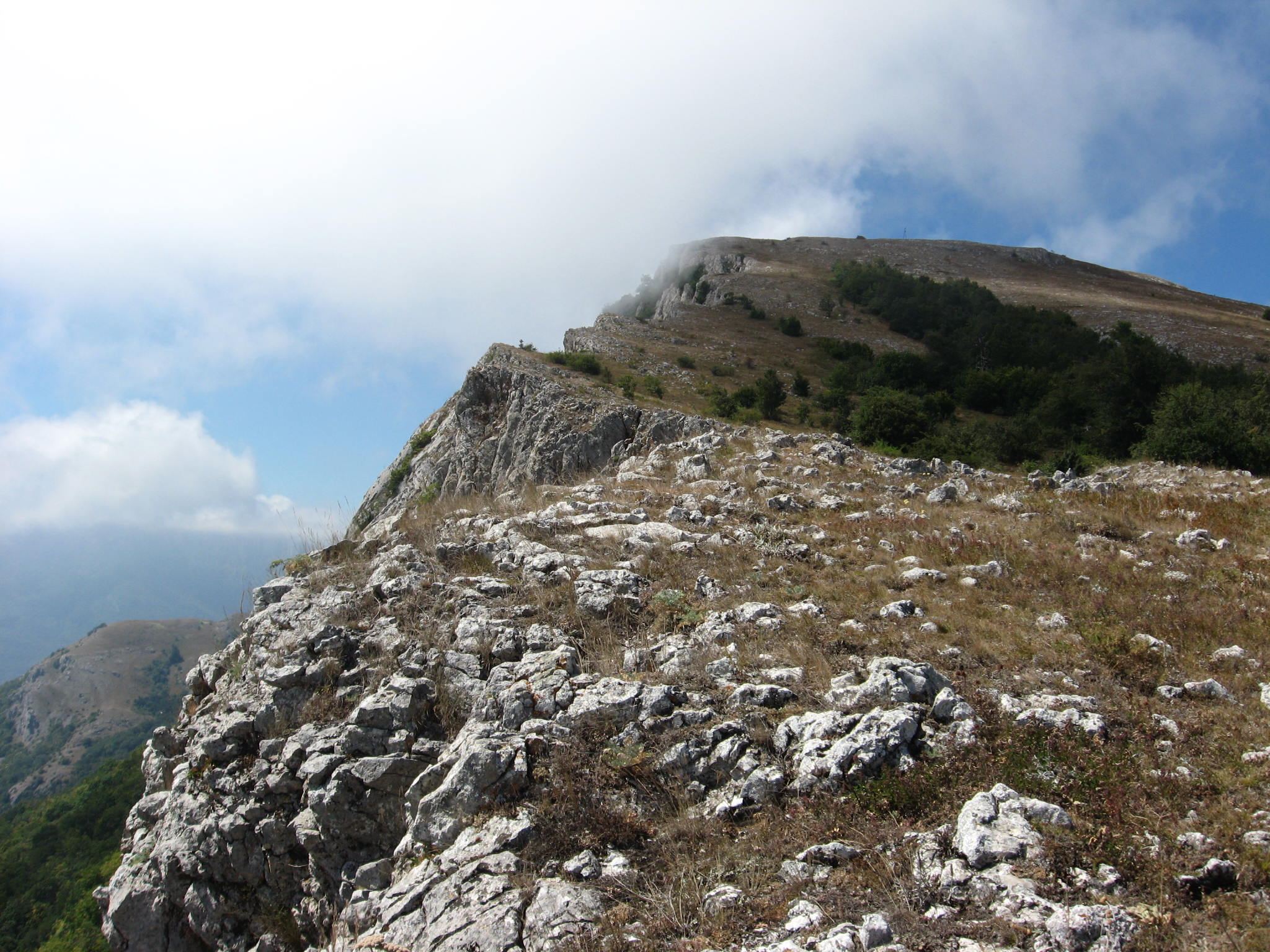
Карабі-Яйла, на краю